# Kolejowe związki zawodowe w Polsce

## Rys historyczny
Pierwsze polskie organizacje związkowe utworzono na terenie ówczesnego zaboru austriackiego jako agendy Austriackiego Związku Kolejarzy, który na terenie Galicji zakładał miejscowe grupy związkowe m.in. 
- Stowarzyszenie Zawodowe Robotników Kolejowych i Personelu Kolejowego w Nowym Sączu (1893) z filiami m.in. w Krakowie, Lwowie i Przemyślu,
- Związek Urzędników Kolejowych w Krakowie (1914), oraz
- Związek Kolejarzy Kolei Koszycko-Bogumińskiej w Cieszynie (1918),
- w 1917 w Galicji powstały konspiracyjne narodowe komitety kolejowców polskich.

Podobnie było w zaborze rosyjskim - w ramach Wszechrosyjskiego Związku Pracowników Kolejowych (Всероссийский железнодорожный союз) utworzono 
- Związek Pracowników Kolejowych Królestwa Polskiego (1905), liczący ok. 3-4 tys. członków,
- Socjaldemokratyczny Związek Pracowników Kolejowych w Królestwie Polskim w Pruszkowie (1905), ok. 700 członków,
- Związek Pracowników Kolejowych Polaków (1915), organizacja Polaków wywiezionych do Rosji,
  - Stowarzyszenie Pracowników Kolejowych-Polaków na Rusi,
  - Stowarzyszenie Ewakuowanych Kolejarzy-Polaków w Kijowie,
  - Związek Kolejarzy Pragnących Powrócić do Kraju,
- Stowarzyszenie Wzajemnej Pomocy Pracowników Kolejowych Drogi Warszawsko-Wiedeńskiej i Nadwiślańskiej w Warszawie (1917), oraz
- Niezależny Związek Kolejarzy, w Warszawie (1918).

W zaborze niemieckim utworzono: 
- w Poznaniu - Wielkopolski Związek Kolejarzy Polskich jako Sekcję Kolejarzy w Związku Robotników i Rzemieślników ZZP (1918),
- na Śląsku - Tajny Związek Kolejarzy Polaków na Śląsku, ok. 5000 członków

Po uzyskaniu niepodległości w 1918 powołano Związek Zawodowy Kolejarzy Rzeczypospolitej Polskiej, w 1919 Związek Zawodowy Maszynistów Kolejowych w Polsce oraz Związek Kolejarzy Śląskich. Dochodziło do rozłamów i połączeń organizacji. W latach międzywojennych funkcjonowało np. ponad 38 związków zawodowych – lewicowych, prawicowych, centrowych, wyznaniowych, branżowych, lokalnych, niektóre z nich – prorządowych. 
Protesty miały np. miejsce w 1848, 1882 (pierwszy masowy strajk), 1905, 1906, 1920, 1921 oraz w 1923.
Poważna groźba wybuchu strajku generalnego na kolei miała miejsce w 1956.

## Zestawienie organizacji działających w okresie międzywojennym

### Największe (według liczby członków)
- Zjednoczenie Kolejowców Polskich (ZKP), Warszawa, al. Jerozolimskie 101 (obecny adres domu: al. Jerozolimskie 107), 110 > 62 tys. członków, zał. w 1929
  - Polski Związek Kolejowców
  - Związek Kolejarzy Zjednoczenia Zawodowego Polskiego
- Związek Zawodowy Pracowników Kolejowych RP (ZZK), Warszawa, ul. Czerwonego Krzyża 20 (obecny adres domu: ul. Jaracza 2), 90 > 60 tys. członków
  - Krajowa Spółdzielnia Spożywców Kolejarzy, zał. w 1921, utworzona wcześniej jako Centralny Związek Stowarzyszeń Spółdzielczo-Spożywczych Pracowników Kolejowych, Warszawa, ul. Czerwonego Krzyża 20
- Związek Urzędników Kolejowych RP (ZUK), Warszawa, Wybrzeże Helskie 5, 12 119 (1931) członków, zał. w 1920 jako Zrzeszenie Pracowników Biurowych Kolei Polskich, od 1924 pod obecną nazwą, organ Łącznik (1922-1939)[2]
- Związek Zawodowy Drużyn Konduktorskich (ZDK), Warszawa, ul. Widok 7, 7-10 tys., 9363 (1931) członków, zał. w 1922 w Poznaniu jako Chrześcijański Związek Drużyn Konduktorskich, organ  Konduktor (dwutyg. 1922-1939, mies. od 1938)
- Związek Zawodowy Maszynistów Kolejowych w Polsce, Warszawa, ul. Chmielna 9, 9274 (1930) członków
- Związek Kolejowych Pracowników Drogowych (ZPDr), Warszawa, ul. Targowa 15, zał. w 1925 w Grudziądzu/Toruniu, od 1935 w Warszawie, 1986 (1931), 7000 (1939) członków, organ mies. Kolejarz-Drogowiec (1926-1939)
- Federacja Kolejowców Polskich, Warszawa, ul. Wspólna 56, ponad 6000 (1939) członków, zał. w 1929, organ mies. Kolejarz w Ruchu Syndykalistycznym (1931) oraz Kolejowy Front Robotniczy (mies. 1932-1939, dwutyg. od 1935)

### Pozostałe
- Bezpartyjny Związek Zawodowy Maszynistów Kolejowych, Warszawa, ul. Targowa 27, 700 (1930), 276 (1931), 3128 (1935) członków, zał. w 1930, z siedzibą w Poznaniu do 1932, ul. Wybickiego 1 i na Górnej Wildze, organ Głos Maszynisty z siedzibą w Poznaniu (1930-1932) i (1935-1939), w Warszawie (1933-1934)
- Centralny Związek Kolejarzy w RP, Warszawa
- Centralny Związek Zawodowy Pracowników Kolejowych w R.P. (CZK), Warszawa, ul. Ogrodowa 39-41 oraz ul. Brukowa 29, 1322 (1931) członków, zał. w 1929, organ dwutyg. Kolejarz CZK (1930-1937)
- Federacja Kolejarzy Polskich (FKP), 2346 (1931) członków
- Polski Związek Emerytów, Inwalidów, Wdów i Sierot Kolejowych, Kraków
- Stowarzyszenie Lekarzy Kolejowych R.P., Warszawa, al. Jerozolimskie 6, zał. w 1929 jako Zrzeszenie Lekarzy Kolejowych, organ kwart. Lekarz Kolejowy (1928-1939)
- Zrzeszenie Pracowników Administracji Technicznej Warsztatów i Parowozowni PKP, Warszawa, ul. Mokotowska 61, 494 (1931) członków, współwydawca Kolejowy Przegląd Techniczny (1934-1938)
- Zrzeszenie Techników Kolejowych RP, Warszawa, ul. Mokotowska 61, 641 (1931), 1290 (1939) członków, zał. w 1926 w Radomiu, organ dwumies. Kolejowy Przegląd Techniczny (1931-1934)
  - Spółdzielnia Oszczędnościowo-Kredytowa "Technik Kolejowy" (1935-1938)
- Związek Drużyn Konduktorskich PKP, Warszawa, ul. Jerozolimska 7, ul. Wielka 17 (1930)
- Związek Emerytów Kolejowych, Warszawa
- Związek Lekarzy Kolejowych, Warszawa, 443 (1931) członków
- Związek Maszynistów Kolejowych w Polsce, Warszawa, ul. Świętokrzyska 25 (1930)
- Związek Numerowych Kolei Państwowych, Warszawa, al. Jerozolimskie 6
- Związek Polskich Inżynierów Kolejowych, Warszawa, ul. Krucza 14, 714 (1931), 1065 (1939) członków, zał. w 1919, organ mies. Inżynier Kolejowy (1924-1939) oraz dodatek Przegląd Zagranicznego Piśmiennictwa Kolejowego (1927-1939)
- Związek Pracowników i Ekonomistów Kolejowych RP,
- Związek Pracowników Kolejek Dojazdowych, Warszawa, ul. Szeroka 9 (1935)
- Związek Pracowników Kolejowych, 263 (1931) członków
- Związek Pracowników Kolejowych "Praca", Poznań (1929), Warszawa, ul. Wiejska 3 (1930)
- Związek Prawników i Ekonomistów Kolejowych R.P., Warszawa, ul. Nowy Świat 14 (1930-1932), ul. Chałubińskiego 4 (1933-1939), zał. jako Związek Prawników PKP
- Związek Umysłowych Pracowników Kolejowych (ZUP), Lwów, ul. Szumlańskiego 17, 1569 (1931) członków, zał. ok. 1920 jako Związek Pracowników Kolejowych z Wykształceniem Średnim, organ mieś. Czasopismo, od 1932 z podtytułem - organ Ligi Słowiańskich Urzędników Kolejowych; organizacja o zasięgu krajowym
  - Stowarzyszenie Oszczędności i Kredytu Pracowników PKP, Lwów, ul. Halicka 19 (obecnie Галицька)
  - podobna spółdzielnia oszczędnościowo-kredytowa w Krakowie
- Związek Zawodowy Pracowników Koleji Państwa Polskiego (nazwa związku zapisana w pisowni obowiązującej w tym okresie)
- Związek Zawodowy Zwrotniczych Kolejowych, Warszawa, ul. Marcinkowskiego 3, 617 (1931), 2000+ (1939) członków, organ mies. Jedność Zwrotniczych (1929-1939)
- Chrześcijański Związek Zwrotniczych, organizacja o znaczeniu lokalnym
- Związek Palaczy Dyrekcji Stanisławowskiej, Stanisławów (1921)
- Związek Zawodowy Kierowników Parowozów, Stanisławów (1921)

Niektóre z wyżej wymienionych były zrzeszone w: 
- Komitecie Stowarzyszeń Pracowników Kolejowych,
- Bloku Kolejowych Związków Fachowych,
- Naczelnym Komitecie Pracowników Państwowych, Kolejowych i Komunalnych,
- Międzyzwiązkowym Komitecie Pracowników Państwowych.

## Pozostałe organizacje społeczne działające w okresie międzywojennym
- Stowarzyszenie "Rodzina Kolejowa", Warszawa, ul. Żulińskiego 9 (obecnie część ul. Żurawiej), 175 tys. członków (1938)
- Kolejowe Przysposobienie Wojskowe, Warszawa, ul. Koszykowa 11b, organ mieś. Kolejowe Przysposobienie Wojskowe, zał. 1928, 80 tys. członków (1933-1934)
  - Kasa Samopomocy Członków Kolejowego Przysposobienia Wojskowego
- Centralny Związek Spółdzielni Pracowników Kolejowych, Warszawa, ul. Długa 19 (1921)
- Kolejowe Towarzystwo Krajoznawcze, Katowice, zał. w 1924, organizacja o znaczeniu lokalnym
- Samopomoc Kolejarzy
- Stowarzyszenie Kolejarzy
- Stowarzyszenie Orkiestr Kolejowych
- Towarzystwo Kulturalno - Oświatowe Pracowników Kolejowych na Nowym Bródnie w Warszawie
- Związek Okręgowy Spożywców Stowarzyszenia Pracowników Kolejowej Dyrekcji Krakowskiej
- lokalne towarzystwa kolejarzy (Towarzystwo Polskich Kolejarzy) na poszczególnych stacjach
- Kasa Pożyczkowa Rzemieślników Kolejowych Sp. Kred., Stanisławów, ul. Grunwaldzka (1929)
- Kasa Spółdzielcza Konduktorów i Nadkonduktorów Kolejowych Sp. z o.o., Stanisławów, Dworzec kolejowy (1929)

## Zestawienie organizacji działających współcześnie
Poniżej lista ogólnokrajowych organizacji związkowych – partnerów społecznych PKP S.A. a zarazem reprezentujących stronę pracowniczą w Zespole Trójstronnym ds. Kolejnictwa, forum rządowo-pracowniczo-związkowym, uszeregowanych według zrzeszanej liczby członków:
- Federacja Związków Zawodowych Pracowników PKP, Warszawa
- Sekcja Krajowa Kolejarzy NSZZ „Solidarność”, Warszawa
- Związek Zawodowy Maszynistów Kolejowych w Polsce, Warszawa
- Związek Zawodowy Dyżurnych Ruchu PKP, Warszawa
- Federacja Związków Zawodowych Pracowników Automatyki i Telekomunikacji PKP, Warszawa
- Związek Zawodowy Pracowników Warsztatowych, Warszawa
- Federacja Związków Zawodowych Maszynistów Kolejowych, Warszawa
- Krajowy Sekretariat Kolejarzy NSZZ "Solidarność 80", Warszawa
- Międzyzakładowy Związek Zawodowy Rewidentów Taboru, Katowice
- Ogólnopolski Związek Zawodowy Straży Ochrony Kolei, Warszawa
- Autonomiczne Związki Zawodowe Transportu Kolejowego, Słupsk
- Związek Zawodowy Administracji PKP, Katowice
- Związek Zawodowy Drużyn Konduktorskich w RP, Warszawa
- Związek Zawodowy Dyspozytorów PKP, Warszawa
- Związek Zawodowy Dyżurnych Ruchu, Leszno

## Pozostałe organizacje związkowe

### Działające jedynie wPKP CargoS.A.
- Związek Zawodowy Kolejarzy Zachodniego Obszaru Rzeczpospolitej Polskiej Międzyzakładowa Organizacja Związkowa przy PKP CARGO S.A. Zachodni Zakład Spółki w Poznaniu
- Międzyzakładowa Organizacja Związkowa ZZ "Kontra", Wałbrzych
- NSZZ Pracowników Kolejowych Zakładu Taboru w Szczecinie z siedzibą w Szczecinku
- NSZZ Pracowników PKP CARGO S.A. Katowice z siedzibą w Chojnicach
- Związek Zawodowy Kolejarzy w Przemyślu
- Związek Zawodowy Pracowników Służby Przewozów

### Działające jedynie wPKP Polskie Linie Kolejowe
- Federacja Związków Zawodowych Pracowników Dróg Żelaznych, Warszawa/Częstochowa
- Komisja Międzyzakładowa NSZZ "Solidarność 80" przy IZ Wałbrzych, Lubań
- Komisja Międzyzakładowa Związku Zawodowego „KONTRA”, Wałbrzych
- Krajowy Niezależny Samorządny Związek Zawodowy Pracowników Transportu Kolejowego „Jedność”, Międzylesie
- Międzyzakładowa Komisja Związku Zawodowego Kolejarzy przy IZ Wałbrzych, Kamieniec Ząbkowicki
- Międzyzakładowy Związek Zawodowy Kolejarzy Śląskich - Zagłębie, Dąbrowa Górnicza
- Niezależny Samorządny Związek Zawodowy Funkcjonariuszy SOK, Warszawa
- Niezależny Samorządny Związek Zawodowy Kolejarzy Służby Drogowej, Wrocław
- Niezależny Związek Zawodowy „Przekaźnik”, Tczew
- Związek Zawodowy Dyspozytorów Polskich Linii Kolejowych, Warszawa
- Związek Zawodowy Pracowników Budowlanych przy PKP Polskie Linie Kolejowe S.A., Zielona Góra
- Związek Zawodowy Pracowników Eksploatacji i Diagnostyki, Iława
- Związek Zawodowy Pracowników Infrastruktury Transportu Kolejowego w Polsce, Łódź
- Związek Zawodowy Pracowników Kolejowych przy stacji PKP Ełk, Ełk
- Związek Zawodowy Pracowników Kolejowych w Iławie, Iława
- Związek Zawodowy Pracowników Kolejowych Regionu Kujaw i Pomorza, Grudziądz
- Związek Zawodowy Pracowników Linii Kolejowych w Lublinie, Lublin
- Związek Zawodowy Pracowników Nadzoru i Administracji „KADRA”, Wrocław

### Działające jedynie wPKP Szybka Kolej Miejska w Trójmieście
- Związek Zawodowy Pracowników Zakładu Szybkiej Kolei Miejskiej "Cisowa", Gdynia

### Działające jedynie wPolregio
- Małopolski Związek Kolejarzy, Sucha Beskidzka
- NSZZ Kolejarzy CMK Węzła Idzikowice Łódzkiego Zakładu Przewozów Regionalnych w Łodzi, Opoczno
- Warmińsko-Mazurski Związek Zawodowy Pracowników PKP Przewozy Regionalne, Iława
- Związek Zawodowy Pracowników Kolejowych Przewozów Pasażerskich przy "PKP Przewozy Pasażerskie" spółka z o.o. z siedzibą w Poznaniu
- Związek Zawodowy Pracowników Kolei Rzeczypospolitej Polskiej, Warszawa

### Inne
- Autonomiczny Ogólnopolski Związek Zawodowy Pracowników Zatrudnionych u Pracodawców Spółek Grupy PKP S.A., Warszawa
- Międzyzakładowy Wolny Związek Zawodowy Kolejarzy, Kędzierzyn-Koźle

## Organizacje według przynależności do central związkowych
- Forum Związków Zawodowych
  - Federacja Związków Zawodowych Maszynistów Kolejowych, Warszawa
  - Federacja Związków Zawodowych Pracowników PKP, Warszawa
  - Krajowy Sekretariat Kolejarzy NSZZ "Solidarność 80", Warszawa
  - Związek Zawodowy Pracowników Warsztatowych, Warszawa
  - Związek Zawodowy Pracowników Zakładu Szybkiej Kolei Miejskiej "Cisowa", Gdynia
- NSZZ „Solidarność”
  - Sekcja Krajowa Kolejarzy NSZZ „Solidarność”, Warszawa
- Ogólnopolskie Porozumienie Związków Zawodowych
  - Autonomiczne Związki Zawodowe Transportu Kolejowego, Słupsk
  - Federacja Związków Zawodowych Pracowników Automatyki i Telekomunikacji PKP, Warszawa
  - Federacja Związków Zawodowych Pracowników Dróg Żelaznych, Warszawa
  - Ogólnopolski Związek Zawodowy Pracowników Transportu, Ostrołęka
  - Konfederacja Kolejowych Związków Zawodowych, Warszawa
    - Związek Zawodowy Maszynistów Kolejowych w Polsce, Warszawa
    - Związek Zawodowy Dyżurnych Ruchu PKP, Warszawa
    - Związek Zawodowy Drużyn Konduktorskich w RP, Warszawa
    - Związek Zawodowy Dyspozytorów PKP, Warszawa
    - Związek Zawodowy Kolejarzy w Przemyślu, Przemyśl

  - Międzyzakładowy Wolny Związek Zawodowy Kolejarzy, Kędzierzyn-Koźle
  - Międzyzakładowy Związek Zawodowy Rewidentów Taboru, Katowice
  - Ogólnopolski Związek Zawodowy Straży Ochrony Kolei, Warszawa
  - Związek Zawodowy Administracji PKP, Katowice
  - Związek Zawodowy Kontra, Zabrze

## Inne zrzeszenia związkowe
- Konfederacja Kolejowych Związków Zawodowych, Warszawa 
  - Związek Zawodowy Maszynistów Kolejowych w Polsce, Warszawa
  - Związek Zawodowy Dyżurnych Ruchu PKP, Warszawa
  - Związek Zawodowy Drużyn Konduktorskich w RP, Warszawa
  - Związek Zawodowy Dyspozytorów PKP, Warszawa
  - Związek Zawodowy Kolejarzy w Przemyślu, Przemyśl
- Konfederacja Polskich Kolejarzy FORUM, Warszawa
  - Federacja Związków Zawodowych Pracowników Automatyki i Telekomunikacji PKP, Warszawa
  - Międzyzakładowy Związek Zawodowy Rewidentów Taboru, Katowice
  - Związek Zawodowy Administracji PKP, Katowice